# Новый Мир (Марий Эл)
 Новый Мир  — деревня в Мари-Турекском районе Республики Марий Эл. Входит в состав Марийского сельского поселения.

## География
Находится в восточной части республики Марий Эл на расстоянии приблизительно 38 км по прямой на юг-юго-восток от районного центра посёлка Мари-Турек.

## История
Деревня основана в 1924 году переселенцами из татарских деревень. В 1940 году в деревне имелись 28 дворов с населением 141 человек, в 1947 30 и 158, в 1970 230 человек. В 2000 году отмечено 27 дворов. Работали колхоз «Новый мир», совхозы имени Кирова, «За мир».

## Население
Население составляло 65 человек (татары 43 %, кряшены 54 %) в 2002 году, 35 в 2010.